# Domenico Valinotti
Domenico Valinotti (Torino, 17 settembre 1889 – Canelli, 10 ottobre 1962) è stato un pittore e scenografo italiano.

## Biografia e temi pittorici
Nacque a Torino il 17 settembre 1889 e morì a Canelli il 10 ottobre 1962.
Solo per alti meriti artistici ebbe la cattedra di Figura al Liceo dell'Accademia Albertina, dove insegnò per un ventennio amato e apprezzato dai numerosi allievi con i quali stabilì un profondo legame spirituale, artistico, affettivo che si protrarrà nel tempo.
Fu pittore moderno, ma non entrò di soppiatto nel giardino dell'arte attraverso le porticina delle poetiche di avanguardia, scelse quella che sul limitare fra Medioevo e Rinascimento Cennino Cennini aveva chiamato « la trionfale porta del ritrarre
di naturale ». Si pose cioè di fronte alla realtà ad occhio nudo, senza occhiali deformanti. Lasciò che la trasfigurazione
del vero in immagine poetica gli fosse dettata dalla sincerità del sentimento, dalla Sua affettuosa fìducia nell'uomo forse, certo nella natura.
Per questo egli fu soprattutto paesista. Autodidatta, assorbì quasi senza accorgersene i succhi più sapidi della tradizione,
che per lui fu soprattutto quella del paesismo, a suo modo « impressionistico », del Piemonte di fine Ottocento,
captò nell'aria, senza bisogno di rifarsi a modelli precisi, le onde di quel solenne ordine geometrico che
Cézanne aveva imposto alla natura.
Poté così, senza bisogno di formali atti di adesione, costeggiare il « Novecento ».
Paesaggi come quello di Varigotti, del 1922, che gli valse trentasei anni dopo il premio Bagutta, sono estremamente indicativi al riguardo: sulla riproduzione fedele delle cose si imprimono senza sforzo una semplificazione di forme, una costruttività di colori, un ordine non perentorio di composizione, che li accostano alla visione « novecentesca », entro la quale si distinguono per una particolare, e tutta lirica, tenerezza di modulazione di forme e colori. Più letterale,
alcuni anni più tardi, si fa l'adesione alla poetica del « Novecento », e nel « paesaggio urbano col tram n. 7 »
del 1928 si colgono accenti di quella poesia del quartiere industriale, fumoso e squallido, che nutrÌ in quel
tempo un ben determinato filone « populistico» della nostra pittura, mentre accenti di analoga aspra austerità
si riscontrano l'anno dopo nel « ritratto della madre », lievemente forzato rispetto alla classica fermezza raggiunta, nel 1925, dal « ritratto della moglie ». 
Segue, con la « bambina con gli occhiali », una fugace incursione nei campi della « pittura metafisica» e del surrealismo.
Ma si tratta di accenti discreti, di assaggi, che alla fine non turbano la vena nativa, anche se destinati a riapparire a tratti, per esempio nella « coppia di nudi » del '37.
Il filone centrale della pittura di Valinotti, la sua vena più schietta riprende il suo corso a partire dai paesaggi
del '33. Un progressivo arricchimento della materia pittorica, un allargarsi di orizzonti, un infoltirsi della
pennellata, un approfondimento degli effetti di luce sono i segni sempre rinnovati di una visione affettuosa
sempre ma più appassionata della natura.
Da questo momento il corso del pittore è rettilineo, ed è sempre un sentimento di cordiale adesione al vero che, con
accenti e sfumature diverse, investe i paesaggi delle langhe piemontesi o quelli delle Prealpi, o della Riviera.
Stradoni, alberi affaticati dal vento o immobili e spettrali sotto la neve, acque di mare o di laghi alpini,
case; colli e montagne, tutto si concreta in pennellate calde e spesse, in stesure ampie e folte, compaginate
in composizioni di segreto quanto saldo equilibrio: paesaggi aggrediti da un occhio acutissimo, abbracciati
con sensuale calore, ma riflessi sempre in uno specchio di mite commozione. Se una linea di svolgimento
si volesse proprio trovare in questo corso trentennale, nei paesaggi come nelle più rare ma spesso
altrettanto significative nature morte, essa condurrebbe, e più celermente negli anni estremi, verso una visione
sempre più essenziale, che si direbbe spoglia, se le forme semplificate, i colori attutiti non si animassero
di una vibrazione capillare, quasi concentrando nello specchio del particolare la segreta vitalità delle cose.

Risalgono agli anni dell'immediato dopoguerra le vicende che condussero Domenico Valinotti a Canelli, quando l'artista lasciò la cattedra di figura al Liceo dell'Accademia Albertina di Torino e andò a stabilirsi sulla collina di Sant'Antonio, nel villino ereditato tempo prima dalla moglie. Affettuosamente chiamato “il cascinotto” da amici e allievi che sempre più numerosi lo frequentarono, fu la dimora di Valinotti, che lo abitò per il resto della sua vita, cioè fino all'autunno del 1962.

## Mostre
Partecipò a ben dodici Biennali di Venezia (1922, 1924, 1926, 1928, 1930, 1932, 1934, 1936, 1940, 1942, 1948, 1950), spesso con Mostre personali; così dicasi per le Quadriennali Romane (1931, 1935, 1939, 1943,1948,1959).
Invitato alle Mostre Internazionali di Berlino, Parigi, Lipsia, Monaco, San Paolo del Brasile, ecc.
Espose, invitato, alla Mostra Internazionale di Pittsburgh del 1935.
Opere sue sono nei principali musei d'Italia: Galleria Nazionale d'Arte Moderna di Roma, Galleria d'Arte Moderna di Torino, Musei Civici di Torino, Milano, Genova, Firenze, etc.
Ebbe il Premio Sambuy alla Quadriennale Nazionale di Torino del 1938 per la migliore opera di pittura e il Premio degli Artisti alla Quadriennale Nazionale di Torino del 1942.
Premio Bagutta (ora Vergani-Spotorno) del 1958 da lui ambitissimo.
La prima mostra postuma tenutasi a Torino al "Piemonte Artistico e Culturale", dal 26 gennaio al 12 febbraio 1963, rivela la continuità pittorica di Domenico Valinotti, rendendo palese al pubblico la sua onestà di artista. Nel 1969 una mostra postuma con 36 dipinti viene ordinata dal figlio Michelaugusto e dall'amico Teonesto Deabate al Circolo degli Artisti di Torino. Nel 1985 la Galleria La Finestrella di Canelli allestisce una mostra di 25 dipinti, mentre nel giugno del 2000, sempre a Canelli, viene organizzata una vasta antologica presso il Centro per la Cultura e l'Arte Luigi Bosca con catalogo curato da Sergio Rebora e Francesco Sottomano per la parte biobibliografica. Ancora nel 2005 la Galleria La Finestrella di Canelli gli dedica una retrospettiva comprendente 27 opere.
Infine, dal 22 settembre al 21 ottobre 2012, in occasione del 50º anniversario della scomparsa, è ancora la città di Canelli ad omaggiare l'artista con un'antologica di 75 opere presso il Salone di Rappresentanza del Palazzo Riccadonna, corredata da un esaustivo catalogo curato da Mauro Galli.

## Filmografia
- Si chiude all'alba, regia di Nino Giannini 1945